# Marcahuasi
Marcahuasi è un altopiano della cordigliera delle Ande, situato a est di Lima, sulla catena montuosa che sale sulla riva destra del fiume Rímac.

## Caratteristiche

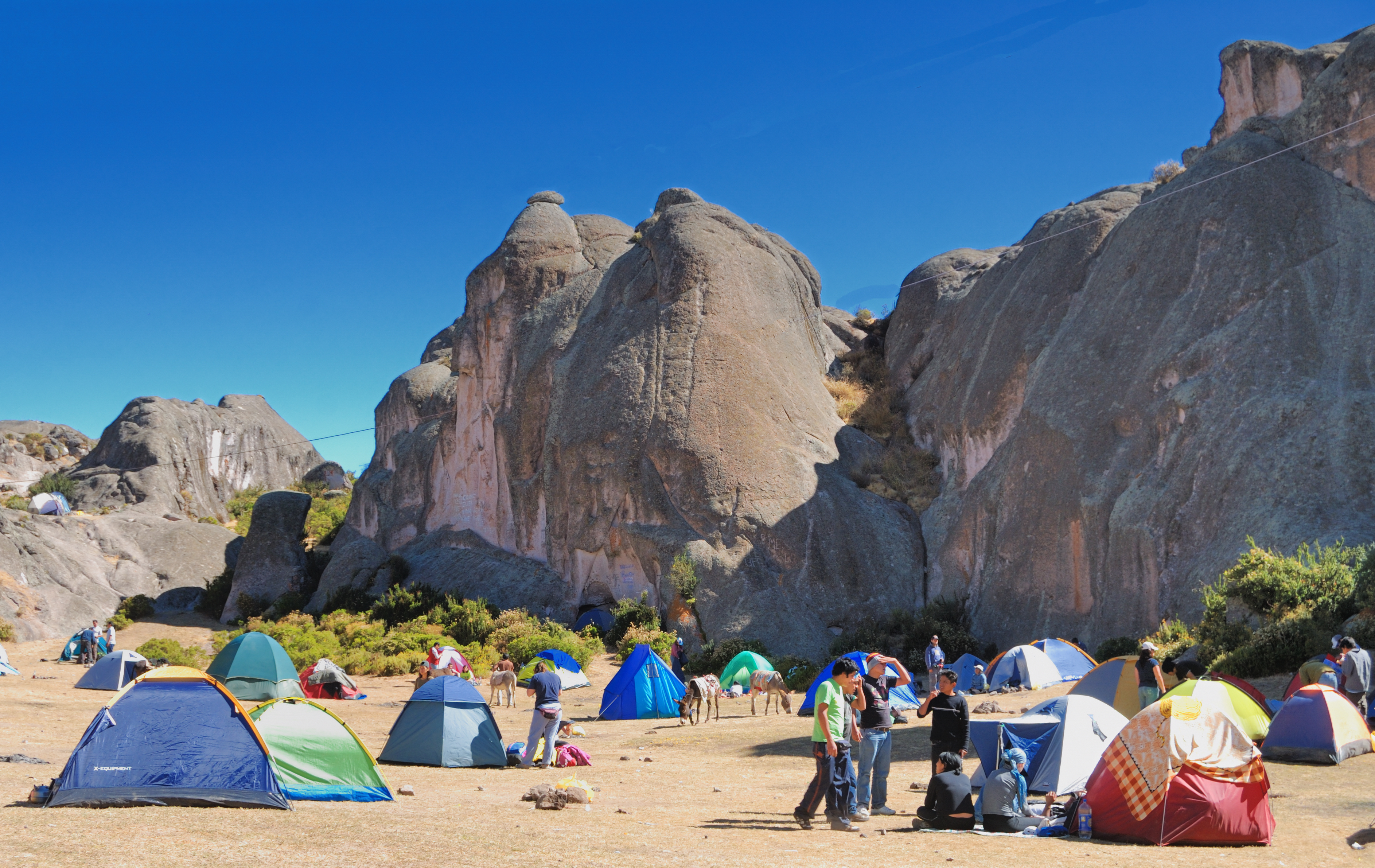
L'anfiteatro durante le Feste Patrie (Fiestas Patrias), affollato di turisti.

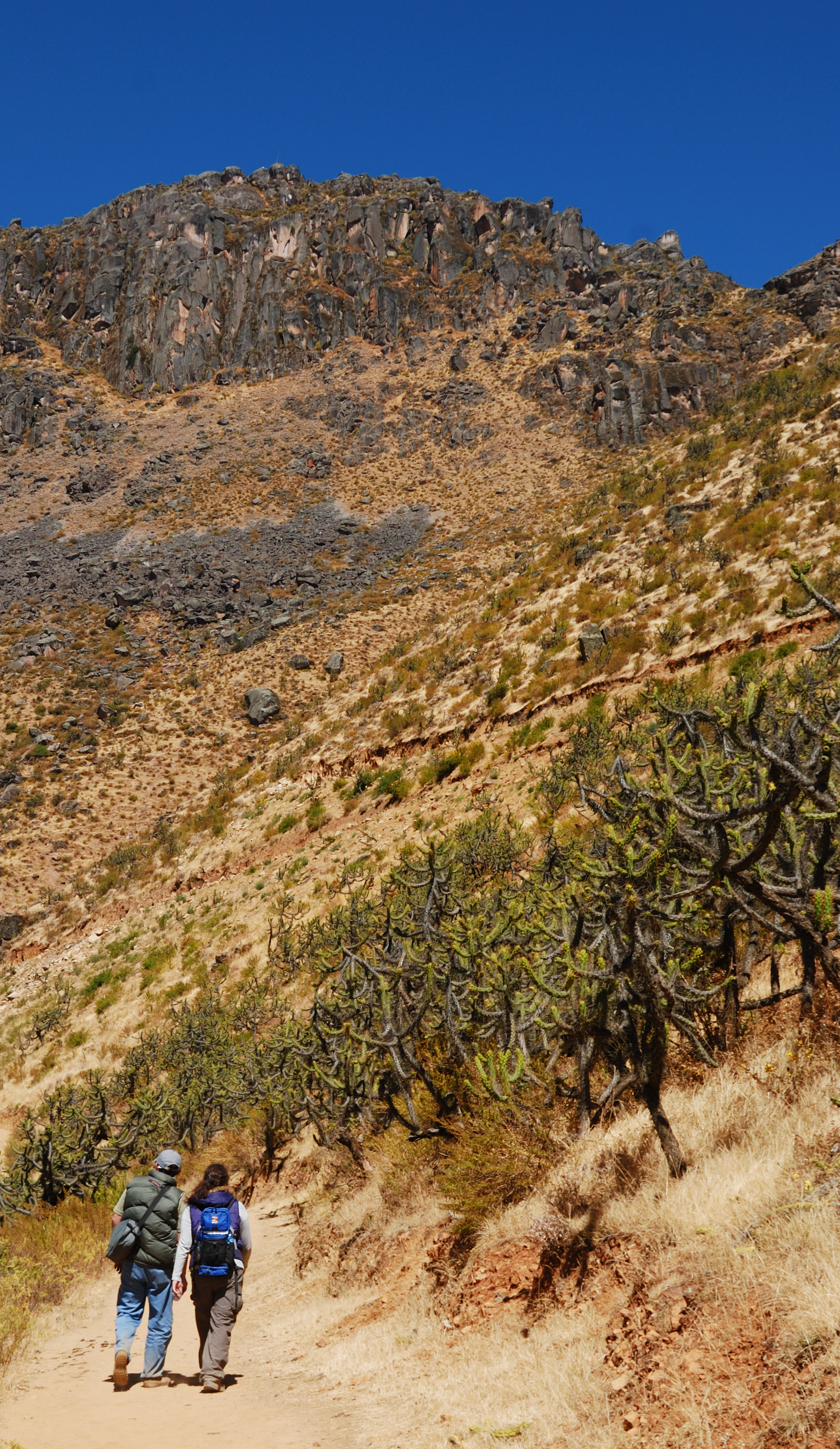
Ore di cammino, da San Pedro de Casta, per giungere a Marcahuasi.

Marcahuasi è un altopiano di origine vulcanica, di superficie pari a circa 4 kilometri quadrati, situato a quasi 4.000 metri di altitudine nella provincia di Huarochiri, a est di Lima, Perù, sede di un insieme unico di enormi rocce granitiche. Tali formazioni rocciose e la loro particolare forma hanno origine dalla millenaria azione erosiva di vento e pioggia.
Sull'altopiano di Marcahuasi si trovano anche rovine preincaiche in vari stadi di rovina; secondo l'archeologo Julio César Tello appartengono alla cultura Wanca.
L'esoterista Daniel Ruzo sostenne nel suo Marcahuasi: la historia fantástica de un descubrimiento (1974) che le formazioni rocciose erano opere scultoree di una civiltà prediluviana, i Masma, discendenti diretti di Atlantide.

## Monumenti e luoghi d'interesse
Tra le più notevoli formazioni rocciose vi sono:
- il monumento all'umanità;
- il profeta;
- la sfinge;
- la colomba;
- l'alchimista - profilo di un uomo che si nasconde;
- la valle dei sigilli;
- l'anfiteatro;
- la fortezza;
- il rospo;
- la tartaruga;
- la dea Thueris;
- l'elmo di Dio;
- il santuario.